# RC Havířov
RC Havířov (od nazwy sponsora RC Rental.cz Havířov) – dawny czechosłowacki, a obecnie czeski klub rugby z siedzibą w Hawierzowie. Męska drużyna obecnie występuje w czeskiej Ekstralidze.

## Historia
Eda Vaníček i Karel Gaman, byli gracze Lokomotiva Ostrava, założyli sekcję rugby przy klubie TJ Slavia Havířov 10 stycznia 1966 r., treningi żaków odbywały się bowiem już w roku poprzednim. Początkowo klub szkolił jedynie zespoły młodzieżowe, drużyna seniorska powstała natomiast w roku 1972 i przystąpiła do regionalnych rozgrywek. W 1974 roku awansowała do II ligi, a dwa lata później udała się na pierwsze zagraniczne tournée do Krakowa, po czym nastąpiły wyjazdy m.in. do NRD, Włoch, ZSRR, Jugosławii, Francji czy Wielkiej Brytanii. W 1984 roku zespół zadebiutował w I lidze utrzymując się w niej siedem sezonów, największy sukces ligowy – trzecie miejsce – osiągając w 1988 r. W 1997 roku sekcja rugby wydzieliła się z macierzystego klubu przyjmując nazwę RC Havířov. Powrót do najwyższej klasy rozgrywkowej nastąpił 2001 roku i odtąd drużyna regularnie waha się między Ekstraligą a I ligą. W 2005 roku zespół seniorski ponownie zdobył brązowy medal mistrzostw kraju, natomiast drużyna rugby siedmioosobowego zdobyła mistrzostwo kraju w 2003 i 2006. Drużyny młodzieżowe również mogą się poszczycić kilkoma tytułami mistrzowskimi.
W sezonie 2011/2012 zespół niespodziewanie dotarł do finału rozgrywek, w którym uległ wielokrotnym mistrzom kraju – RC Mountfield Říčany.

### Historyczne nazwy klubu

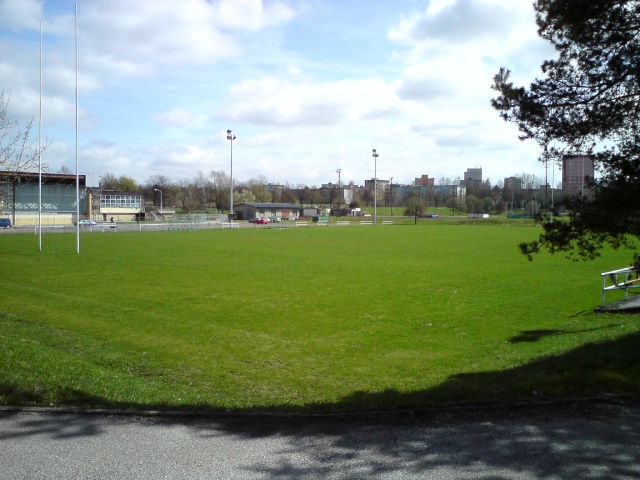
Boisko klubowe

- 1966–1997 TJ Slavia Havířov
- 1997–2011 RC Havířov
- od 2011 RC Rental.cz Havířov

## Sukcesy
- Wicemistrzostwo Czech (1):  2012